# Josée Bélanger
Pour les articles homonymes, voir Bélanger.
Josée Bélanger  (née le 14 mai 1986 à Coaticook, au Québec) est une joueuse de soccer canadienne évoluant au poste d'attaquante. Elle joue actuellement pour le Pride d'Orlando dans la National Women's Soccer League. Elle est membre de l'Équipe du canada de soccer féminin au cours des années 2004 et 2010 ainsi que depuis 2014.

## Biographie

### Carrière en club
Josée Bélanger commence le football à l'âge de cinq ans. Elle joue pour différentes équipes amateures de sa région en Estrie. En 2001, elle participe avec l'équipe du Québec au championnat canadien en Colombie-Britannique. Elle est  élue joueuse juvénile par excellence au Gala de la Fédération de soccer du Québec,  en 2001, en 2002 et en 2004.

#### SIC
Bélanger décline plusieurs offres d'universités américaines pour jouer dans la NCAA. Elle préfère évoluer dans le championnat universitaire canadien. Ses 5 années (2006 à 2011) pour le Vert et Or de l'Université de Sherbrooke  la révèle comme l'une des attaquantes québécoises les plus titrés: Élue recrue de l'année en 2006, elle est nommée à quatre reprises sur les équipes d'étoiles SIC. De plus elle est récipiendaire du titre  de la joueuse senior élite de l'année à la Fédération de soccer du Québec en 2008 et en 2010,. Elle participe aux Universiades d'été 2009 à Belgrade, en Serbie avec l'équipe canadienne. Malgré une carrière sportive bien remplie (meilleure butteuse universitaire après Sandra Couture), Bélanger n'a jamais fait partie d'une équipe championne: Le Vert & Or ne remportant aucun championnat universitaire canadien, ni aucun championnat de la Ligue universitaire de soccer du Québec. Josée Bélanger excelle par ailleurs aussi bien au soccer intérieur qu'en soccer extérieur. La preuve est qu'elle est la meilleure marqueuse québécoise lors de la saison hivernale 2007 avec une récolte de 15 buts. Bélanger obtient son diplôme de kinésiologie en décembre 2011.

#### W-League
À l'été 2007, elle joue quelques matchs pour les Comètes de Laval dans la W-League. Elle prend une pause de la W-League en 2008 afin de compléter des cours à l'Université de Sherbrooke. De retour dans la W-League en 2009, elle joue pour la nouvelle formation de la ville de Québec, l'Amiral SC,. En 2011 elle revient d'une longue blessure, et ne participe qu'aux deux derniers matchs de l'Amiral où elle a qu'une présence ponctuelle. En 2012, Bélanger contribue aux succès de l'Amiral qui termine 2e dans sa division en saison régulière et remporte le titre de la Conférence centrale en plus d'une participation au Final Four de la W-League lors des séries éliminatoires.  .

### Carrière en sélection nationale
En 2004, elle s'inscrit au Centre national de haute performance à Laval et est admise au sein de l'équipe nationale canadienne des moins de 20 ans. Elle participe avec l’équipe nationale U20 au championnat du monde U-20 en Thaïlande. Malgré la performance de Bélanger, l'équipe canadienne U20 perd en quart de finale. Cette défaite mine le moral de Bélanger et en 2005 elle abandonne temporairement le football pour l'athlétisme.
En 2009, le nouvel sélectionneur de l'équipe nationale sénior, Carolina Morace lui donne une chance. Progressivement Bélanger se taille une place au sein des 11 partantes canadiennes. Elle joue à gauche de l'attaquante Christine Sinclair. Bélanger  fait 11 sélections et marque 5 buts pour le Canada. Sa performance aide le Canada à remporter le tournoi de Chypre et le Championnat féminin de la CONCACAF en 2010 et ainsi obtenir son ticket pour la Coupe du monde de 2011. Par la suite, avec deux buts marqués en trois matchs, elle aide l'équipe canadienne à remporter la médaille d’or au Torneio Internacional Cidade de São Paulo, au Brésil. En janvier 2011, Bélanger est élue «Choix des fans 2010» par les supporteurs canadiens. Blessée à une cheville lors d'un match amical disputé en Chine dans le cadre d'un tournoi préparatoire de l'équipe canadienne, Bélanger ne peut participer à la Coupe du monde. « C'est un deuil pour moi. J'ai fait tellement d'efforts, tellement de sacrifices depuis trois ans pour pouvoir y participer. Le fait d'avoir aidé mon pays à se qualifier pour la Coupe du monde, tout ça ajoute encore plus à ma déception... »
Une ostéochondrite l'empêche de plus de reprendre l'entraînement durant l'année 2011. Avec le changement de sélectionneur et l'arrivée de John Herdman, elle n'est pas appelée pour les qualifications pré-olympiques et n'est pas sélectionnée en vue du tournoi olympique de Londres.
Le 27 avril 2015, Josée se trouve parmi les 23 joueuses retenues pour la Coupe du monde 2015. Elle est titulaire pour les cinq matchs du Canada. Lors du huitième de finale contre la Suisse, le 21 juin, elle marque le seul but, qui qualifie le Canada en quarts.

### Carrière d'entraîneur
Entraîneur adjointe de la formation de soccer féminine du Vert & Or en 2012, Bélanger occupe également un poste d'adjointe à la direction technique au Club de soccer les Verts de Sherbrooke

## Palmarès

### En équipe nationale
- Médaille d'or aux Jeux panaméricains 2011
- Médaille d'or lors du Championnat féminin de la CONCACAF 2010

### En club

#### Amiral SC de Québec
- Participation au Final Four de la W-League : 2012
- Championnat de conférence : 2012